# Caroline Dries
Caroline Dries é uma produtora e roteirista estadunidense. Ficou conhecido por escrever episódios para The CW; Smallville, Melrose Place e produzir The Vampire Diaries.

## Filmografia

### Smallville
- "Cyborg" (5.15)
- "Oracle" (5.21)
- "Subterranean" (6.09)
- "Nemesis" (6.19)
- "Action" (7.05)
- "Gemini" (7.09)
- "Fracture" (7.12)
- "Sleeper" (7.17)
- "Toxic" (8.03)
- "Bloodline" (8.08)
- "Infamous" (8.15)
- "Stiletto" (8.19)

### Melrose Place
- "Grand" (1.03)
- "Cahuenga" (1.10)
- "Stoner Canyon" (1.14) (com Caprice Crane)
- "Sepulveda" (1.17)

### The Vampire Diaries
- "Miss Mystic Falls" (1.19) (com Bryan Oh)
- "Isobel" (1.21) (com Brian Young)
- "Memory Lane" (2.04)
- "The Sacrifice" (2.10)
- "The House Guest" (2.16)
- "The Sun Also Rises" (2.21) (com Mike Daniels)
- "The End of the Affair" (3.03)
- "Smells Like Teen Spirit" (3.06) (com Julie Plec)
- "Ordinary People" (3.08) (com Julie Plec)
- "Dangerous Liaisons" (3.14)
- "The Murder Of One" (3.18)
- "Before Sunset"  (3.21)
- "Growing Pains"  (4.01)
- "My Brother's Keeper"  (4.07) (com Elisabeth R. Finch)
- "Into the Wild"  (4.13)